# Tim Naberman
Tim Naberman (* 11. Mai 1999 in Genemuiden (Zwartewaterland)) ist ein niederländischer Radrennfahrer.

## Sportlicher Werdegang
Nachdem Naberman 2018 noch für eine Vereinsmannschaft an den Start gegangen war, wurde er zur Saison 2019 Mitglied im damaligen Development Team Sunweb. In seiner Zeit im Development Team entwickelte sich Nabermann nicht zum Siegfahrer und blieb ohne zählbaren Erfolg, jedoch übernahm er verstärkt die Aufgaben eines road captain bei der Organisation des Teams während eines Rennens. Nachdem er zur Saison 2022 in das UCI World Team DSM übernommen wurde, nimmt er dort neben Helferaufgaben zunehmend auch die Funktion des road captain wahr.

## Grand Tour-Platzierungen
| Grand Tour            | 2024 | 2025 |
| --------------------- | ---- | ---- |
| Giro d’ItaliaGiro     | –    | –    |
| Tour de FranceTour    | –    | 120  |
| Vuelta a EspañaVuelta | 135  |      |